# Aeropuerto Internacional de Assab
El Aeropuerto Internacional de Assab, (IATA: ASA, OACI: HHSB) es un aeropuerto ubicado en Assab, una ciudad de Eritrea.